# Czarkówka kędzierzawa
Czarkówka kędzierzawa (Cotylidia undulata (Fr.) P. Karst.) – gatunek grzybów z rodziny Rickenellaceae.

## Systematyka i nazewnictwo
Pozycja w klasyfikacji według Index Fungorum: Cotylidia, Rickenellaceae, Hymenochaetales, Agaricomycetidae, Agaricomycetes, Agaricomycotina, Basidiomycota, Fungi.
Po raz pierwszy gatunek ten opisał w 1828 r. Elias Fries, nadając mu nazwę Thelephora undulata. Ma 10 synonimów. Obecną, uznaną przez Index Fungorum nazwę, nadał mu Petter Adolf Karsten w 1881 r.
Polską nazwę zaproponował Władysław Wojewoda w 2003 r.

## Morfologia
Owocniki
O wysokości 0,5–1,5 cm i szerokości 0,1-1,5. Zazwyczaj występują gromadnie, często zlewając się z sobą. Pojedynczy jest lejkowaty, z całym lub postrzępionym brzegiem, czasami w różny sposób klapowany. Kapelusz świeżych okazów jest cienki, półprzezroczysty, żółtawy lub szarożółty, z niewyraźnymi ciemniejszymi strefami lub bez nich, ale po wysuszeniu staje się brązowawy. Powierzchnia gołym okiem zwykle gładka i naga, ale pod lupą widać, że jest utworzona z drobnych promieniujących włókienek, a czasami kutnerowata z powodu pilocystyd. Powierzchnia hymenium gładka, pofalowana lub pofałdowana, przechodząca w bladoochrowy kolor, w eksykatach często z szarawym nalotem i delikatnie kutnerowata z powodu wystających cystyd. Trzon o wysokości 0,2–0,6 cm i szerokości 0,05–0,07 cm, białawy.
Cechy mikroskopowe
System strzępkowy monomityczny. Strzępki szkliste, słabo rozgałęzione, w niektórych kolekcjach występują liczne, cylindryczne lub niemal cylindryczne pilo- i kaulocystydy. Mają cienkie lub lekko pogrubione ściany; dotyczy to zwłaszcza znajdujących na trzonie, które są raczej dłuższe, do 70 × 5–7 µm, i czasami mają poprzeczną septę. U starszych okazów następuje pogrubienie hymenium. Cystydy liczne, długie, cylindryczne lub nieco wrzecionowate, zaczynające się w tramie tuż nad hymenium i wyrastające ponad podstawki do 40, a nawet 50 µm. Cystydy mają długość do 55 µm i szerokość 5-10 µm, są nieseptowane i mają cienkie lub lekko pogrubione, szkliste ściany. Podstawki 2-4-zarodnikowe, maczugowate, 13–20 × 4–5 µm (według Maire), lub 4 zarodnikowe, 11–18 × 3–4,5 µm (według Lentza). Zarodniki 3,5–4,5 × 2–2,5 µm (według Reida), 4–6 × 1,5–2,5 µm (według Maire), 3,5–5,5 × 1,75–2,5 urn (według Lundella i Nannfeldta), 3,5–5 × 2–3 µm (według Lentza), szkliste, eliptyczne, ale często bardzo nieliczne.

## Występowanie i siedlisko
Podano stanowiska czarkówki kędzierzawej w Ameryce Północnej, Europie, Azji, Australii, a jedno nawet na Antarktydzie. W Polsce do 2003 r. znane było tylko jedno stanowisko podane przez Katarzynę Turnau w 1978 r. W Czerwonej liście roślin i grzybów Polski ma status E – gatunek wymierający, którego przeżycie jest mało prawdopodobne, jeśli nadal będą działać czynniki zagrożenia. Aktualne stanowiska podaje internetowy atlas grzybów. Znajduje się w nim na liście gatunków zagrożonych i wartych objęcia ochroną.
Naziemny grzyb saprotroficzny. Występuje zwykle w suchych siedliskach wśród mchów.